# Lamas de Olo

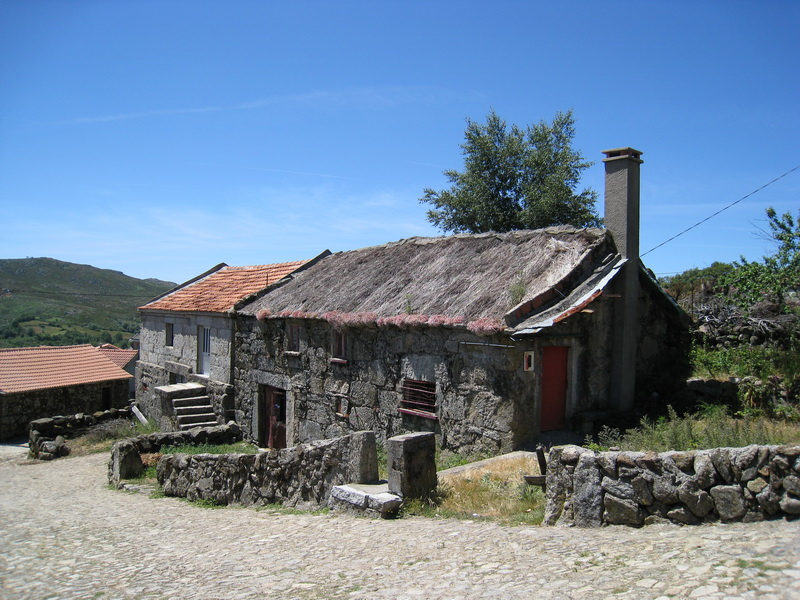

Lamas de Olo est une localité de la commune portugaise de Vila Real.